# Inverloch (Band)
Inverloch ist eine 2010 als d.USK gegründete Death-Doom-Band.

## Geschichte
Im Jahr 2011 wurden Inverloch als Disembowelment-Coverband d.USK, von zwei ehemaligen Mitgliedern Disembowelments, gegründet. Schlagzeuger Paul Mazziotta und Gitarrist Matthew Skarajew traten mit dem Gitarristen Mark Cullen, dem Bassisten Tony Bryant und dem Sänger Ben James vorerst mit Material der aufgelösten Death-Doom-Institution live in Erscheinung. Die Band wurde ursprünglich initiiert, um beim Roadburn Festival das Album Transcendence into the Peripheral zu performen. Nach diesem und einigen weiteren Konzerten im Jahr 2011 unterzeichnete die in Inverloch umbenannte Gruppe einen Kontrakt mit Relapse Records. Im Jahr 2012 erschien die erste EP Dusk | Subside. Bryant verließ Inverloch 2014 und wurde durch Chris Jordan ersetzt. In neuer Besetzung wurde das Album Distance | Collapsed 2016 für Relapse veröffentlicht. Das Album wurde überwiegend positiv besprochen und als konzeptionelle Fortführung Disembowelments gewertet.

## Stil
Inverloch werden wie die vorausgegangene Band Disembowelment dem Death Doom zugerechnet und indes zumeist mit dem Vorgängerprojekt von Mazziotta und Skarajew verglichen. Auf Metalnews wird der Stil als „ultralangsamer Doom mit ausgeprägtem Funeral-Doom-Touch [der] auf rasanten, teils rasenden Death Metal der alten Schule“ trifft umschrieben. Auch auf Metal.de wird unter einer ähnlichen Stilbeschreibung der Vergleich mit Disembowelment bemüht. „Der mahlende Finster-Death, der getragene wie ausschweifende Funeral Doom, die einsamen Clean-Leads und die daraus entstehende beklemmende Atmosphäre: alle Charakteristika, die einst den Vorgänger definiert“ hätten, seien ebenfalls bei Inverloch zu finden.
Entsprechend wird der Rhythmus als wechselhaft, zwischen den Extremen des Funeral Dooms auf der einen, sowie des Death Metals auf der anderen Seite, pendelnd umschrieben. Das Gitarrenspiel sei besonders riffbetont und raumeinnehmend produziert. Der Gesang bestünde überwiegend aus gutturalem Growling und Zischen.

## Diskografie
- 2012: Dusk | Subside (EP, Relapse Records)
- 2016: Distance | Collapsed (Album, Relapse Records)